# Elecciones estatales de Chiapas de 2000
Las Elecciones estatales de Chiapas de 2000 se llevaron a cabo el domingo 20 de agosto de 2000, simultáneamente con las elecciones pasadas y en ellas fue renovado el titular del siguiente cargo de elección popular de Chiapas:
- Gobernador de Chiapas. Titular del Poder Ejecutivo del estado, electo para un periodo de seis años no reelegibles en ningún caso. El candidato electo fue Pablo Salazar Mendiguchía.

## Nota
Es la primera elección que ganó un candidato de oposición después de que el PRI gobernara el estado después de 70 años.

## Resultados electorales
|  | 51.50 % |

|  | 45.68 % |

|  | 0.00 % |